# Tulipa goulimyi
Tulipa goulimyi ist eine Pflanzenart aus der Gattung der Tulpen (Tulipa) in der Familie der Liliengewächse (Liliaceae).

## Merkmale
Tulipa goulimyi ist eine ausdauernde krautige Pflanze, die Wuchshöhen von 8 bis 27 Zentimetern erreicht. Dieser Geophyt bildet Zwiebeln als Überdauerungsorgane aus. Die Zwiebelhäute sind innen dicht filzig. Die unteren Blätter sind graugrün und gewellt. Die Blütenblätter sind 42 bis 52 Millimeter groß, elliptisch bis verkehrteiförmig, stumpf, leuchtend orange bis bräunlich-rot gefärbt und am Grund bewimpert. Die Staubbeutel sind 7,5 bis 9 Millimeter groß. 
Die Blütezeit reicht von März bis April.
Die Chromosomenzahl beträgt 2n = 24 oder 36.

## Vorkommen
Tulipa goulimyi kommt in der südwestlichen Ägäis in der Phrygana, auf offenem Boden und in Brachland vor, auf Kreta in Höhenlagen von 50 Metern.

## Taxonomie
Tulipa goulimyi wurde 1955 von Joseph Robert Sealy und William Bertram Turrill in Kew Bulletin Band 10, Teil 1, Seite 59 erstbeschrieben. Nach POWO ist sie ein Synonym von Tulipa orphanidea Boiss. ex Heldr.